# Yuri Vízbor
Yuri Iósifovich Vízbor (Юрий Иосифович Визбор) (20 de junio de 1934– 17 de septiembre de 1984) fue un conocido cantautor soviético y periodista, así como un actor de cine y de teatro.

## Historia
Nació en Moscú, donde vivió la mayor parte de su vida. Trabajó como maestro, soldado, navegante y como corresponsal de radio y prensa, también en muchos filmes rusos y obras de teatro. Participó y documentó expediciones a áreas remotas de la Unión Soviética, sus composiciones incluían canciones, prosas poéticas, obras e historias cortas.

## Inicios
Su padre fue comandante en el Ejército Rojo, de ascendencia lituana. Su apellido era originalmente Vizbaras. Su madre era ucraniana. En 1937, su padre fue víctima de las purgas de Stalin y, en 1941, se mudó con su madre a Siberia. Este periodo influyó en su disgusto por la política y su pasión por la naturaleza.
En 1951, se graduó de bachillerato y fue aceptado en el Instituto Pedagógico de Moscú (ahora MSPU). Fue ahí donde conoció a su primera mujer y escribió su primera canción titulada Madagascar.

## Actividades profesionales
Después de graduarse con un título de licenciado en Lengua Rusa y Literatura, trabajó como maestro en Arjánguelsk. En 1957, se unió al ejército, en donde trabajó como operador de radio. Se casó en 1958 con la también cantautora Ada Yákusheva. A finales de los años 50 y principios de los 60's, Vízbor comenzó a adquirir fama como cantautor, distribuyendo cintas de audio caseras.

## Música
Vízbor es, a menudo, comparado con sus contemporáneos, Vladímir Vysotski y Bulat Okudzhava, los temas de sus canciones se enfocaban en su amor por la naturaleza y los viajes. Utilizando sus múltiples profesiones como plantilla,Vízbor intentó documentar diversos aspectos de la "vida normal" a la altura del período de estancamiento de Brézhnev. Su marca es un estilo de canto relajado que a menudo parecía al borde de la risa. Vízbor solía grabar canciones con una guitarra tradicional rusa de siete cuerdas que estaba a menudo un poco fuera de tono.
Aunque la mayoría de los bardos de Rusia se basaron en un patrón rítmico de rasgueo como base para su acompañamiento musical, Vízbor gustaba de un estilo de punteo lento resumido en canciones como "Fánskie Gory". Su canción más conocida fue una balada romántica llamada "Sólnyshko lesnóie" o "Sol de bosque" dedicada a su mujer Ada. En un tono más sombrío, su canción "Seryoga Sanin", contó la historia de un amigo de espíritu libre que muere trágicamente.

## Enfermedad y muerte
En marzo de 1984, Vízbor escribió su última canción, habiendo escrito más de 250 de ellas durante los últimos treinta y tres años. Su poesía también se había puesto en música por numerosos músicos. Sus últimos escritos fueron cartas a su hija desde su lecho de enfermedad, mientras él se estaba muriendo de cáncer de hígado, de abril a septiembre de 1984.

## Filmografía
- Su papel más conocido en una película es como Martin Bormann en la película soviética Diecisiete instantes de una primavera (Семнадцать мгновений весны).
- La tienda roja.

## Legado
Un planeta menor (3260) Vizbor descubierto por la astrónoma Lyudmila Zhuravlyova en 1974 lleva su nombre. [1]